# محب للماء
إلف الماء أو محب للماء أو شغوف بالماء أو جذوب للماء أو رَزِيغ (باللاتينية: Hydrophile) مأخوذة من اليونانية (Υδωρ = hydro = ماء) + (φιλια = philia = حب). صفة كيميائية نستعمل للدلالة على الخاصة الفيزيائية للجزيء عندما تكون له المقدرة على الانجذاب نحو الماء والارتباط مع جزيئاته عن طريق تشكيل روابط هيدروجينية. وهذه الحالة أو الصفة ملائمة بالحسابات الدينامية الحرارية وتجعل هذه الجزيئات منحلة في الماء وفي المذيبات القطبية الأخرى. الصفة المقابلة لمحب للماء هي كاره للماء. وهناك مثلا أجزاء محبة للماء وأجزاء كارهة للماء في الغشاء الخلوي.
الجزيء المحب للماء أو الجزء المحب للماء هو ذلك المشحون قطبيا وقادر على الارتباط بروابط هيدروجينية مما يجعله منحلا في الماء بسهولة أكثر من الانحلال في الزيت أو المذيبات الكارهة للماء الأخرى. يتكون الجزيء المحب للماء من الكحول وسلاسل من الأسيل الدسم. تعرف الجزيئات المحبة للماء والكارهة للماء بالجزيئات القطبية والجزيئات غير القطبية. بعض المواد المحبة للماء غير ذوابة. يعرف هذا النوع من المزائج بالمحلول الغرواني. الصابون وهو مركب أمفيباتيك يمتلك رأسًا محبا للماء وذيلا كاره للماء مما يسمح له بالذوبان في كل من الماء والزيوت.
الجزيئات المحبة للماء غالباً ما تنحل فيه، كما أنها تكون كارهة للدهن، حيث أنها تنحل بصعوبة في الزيوت والدهون.
وهناك حساب تقريبي لخاصية حب الماء للمركبات العضوية وهي انحلالية الجزيء في الماء أكثر من 1 % من الكتلة إذا وجد على الأقل مجموعة محبة للماء حيادية ذات 5 ذرات كربون، أو على الأقل مجموعة محبة للماء مشحونة كهربائيا ذات 7 ذرات كربون.

## اقرأ أيضاً
- كاره للماء
- التزهير
- فاعل بالسطح فلوري
- محب للذهب